# Heaven 17
Heaven 17 é uma banda de new wave e synthpop formada na cidade de Sheffield, em 1980. Originalmente um trio, seus integrantes eram Martyn Ware (teclado), Ian Craig Marsh (teclado) — ambos anteriormente integrantes da também britânica The Human League — e Glenn Gregory (vocal). O período mais criativo foi a década de 80, quando eles foram considerados grandes representantes do movimento New Romantic. Ian deixou a banda em 2007, porém Martyn e Glenn ainda continuam gravando e fazendo shows desde então.

## Discografia
- Penthouse and Pavement - 1981
- The Luxury Gap - 1983
- How Men Are - 1984
- Pleasure One - 1986
- Teddy Bear, Duke & Psycho - 1988
- Bigger Than America - 1996
- Before After - 2005
- Naked as Advertised - 2008